# Aphelandra phaina
Aphelandra phaina är en akantusväxtart som beskrevs av Wasshausen. Aphelandra phaina ingår i släktet Aphelandra och familjen akantusväxter. Inga underarter finns listade i Catalogue of Life.